# Château de Clervaux
Ne doit pas être confondu avec Château de Clairvaux.
Le château de Clervaux (en luxembourgeois : Schlass Klierf et en allemand : Schloss Clerf), est un château fort qui date du XIIe siècle ; il surplombe le village éponyme, Clervaux, au milieu du paysage ardennais.

## Situation géographique
Le château est situé à 365 mètres d'altitude dans la vallée de la Clerve sur un mamelon rocheux, dans une boucle de la rivière.

## Histoire
En 1944, au cours de l'offensive des Ardennes, le château subit des dégâts importants après le bombardement par des troupes allemandes. Réduit à l'état de ruines, l'État rachète le château et procède à la restauration qui l'aide à retrouver toute sa splendeur.
Aujourd'hui, l'administration communale, ainsi que le Musée de maquettes des châteaux forts du Luxembourg et le Musée de la bataille des Ardennes sont installés dans le château. 
Dans une des ailes du château, est conservé et présenté l'ensemble des 503 tirages originaux et restaurés, œuvres de 273 photographes, de l'exposition photographique The Family of Man, organisée par Edward Steichen pour le Museum of Modern Art en 1955 et qui a fait le tour du monde pour être vue par 9 millions de visiteurs,. L'exposition a été présentée pour la première fois au château en 1994 après la restauration des tirages ; elle a fait l'objet d'une seconde restauration en 2010-2013 ; depuis 2013, elle fait l'objet d'une installation permanente, qui respecte la conception originelle, selon la mise en scène de l’époque, que Steichen voulait « moderniste et spectaculaire ». Elle est entièrement composée de tirages originaux de photographies noir et blanc, collés sur des panneaux de bois,, ; s'y ajoute une bibliothèque et la présentation contextualisée de l'exposition.

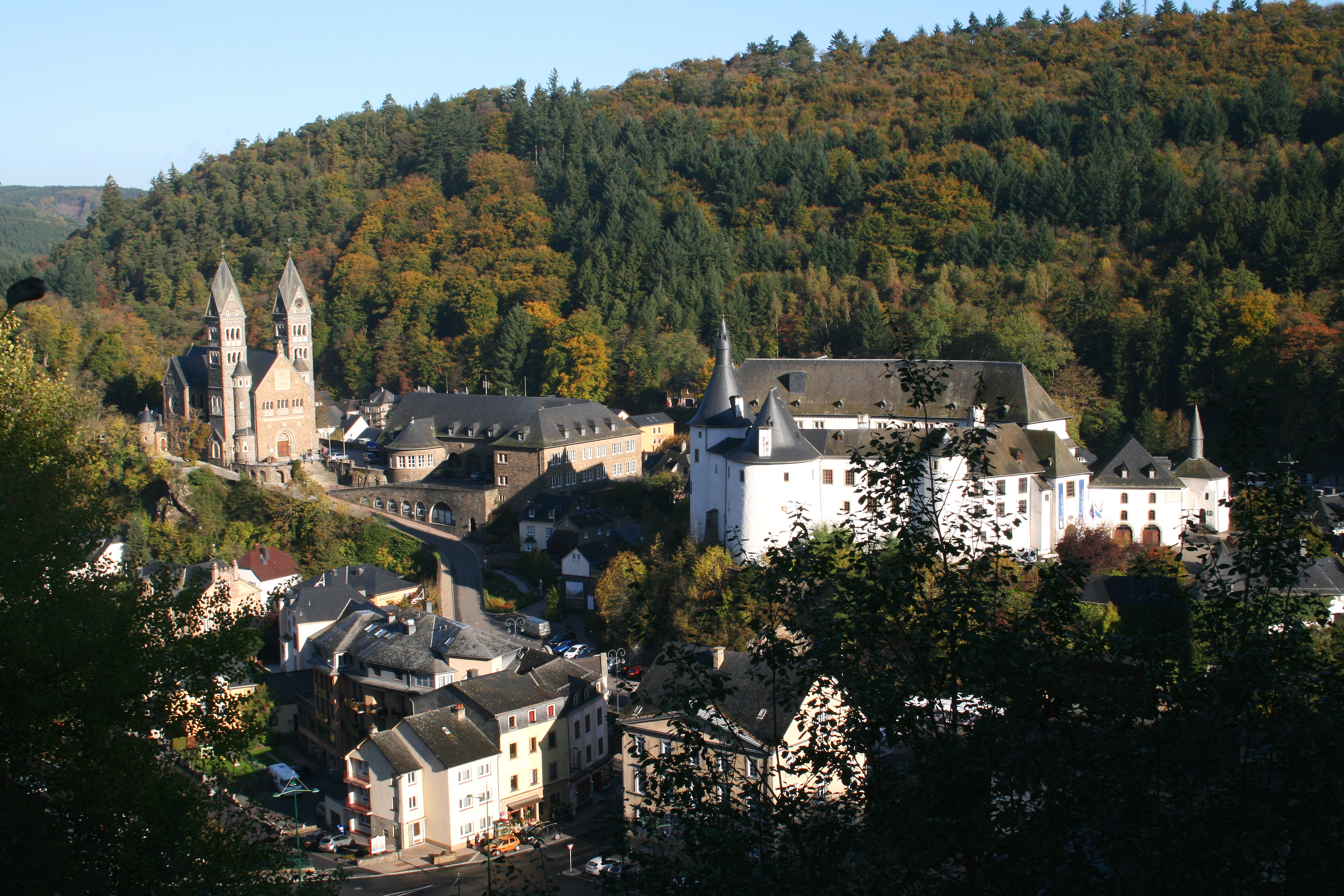
Le village de Clervaux et le château en 2010.
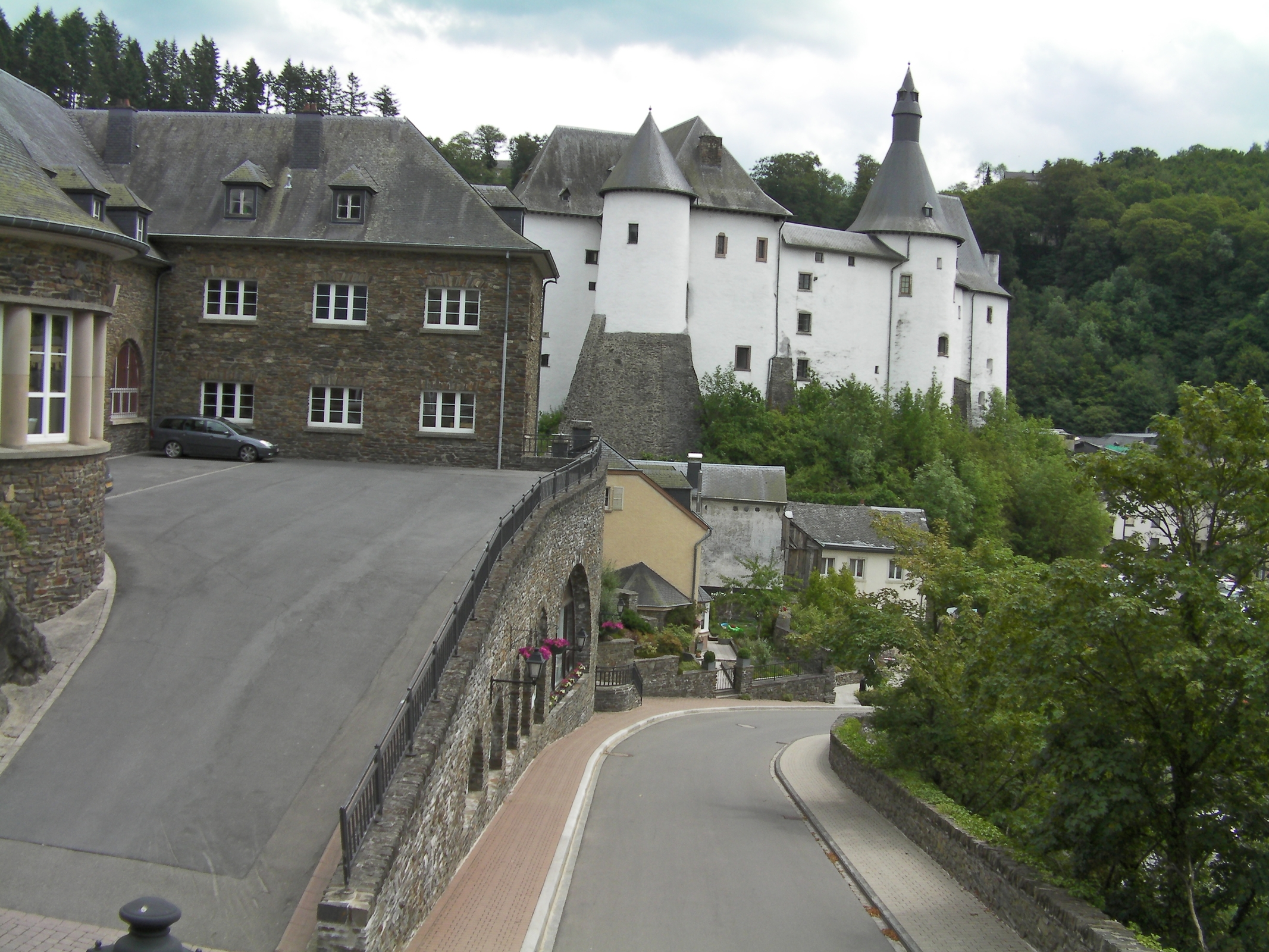
Le château dans le village en 2011.
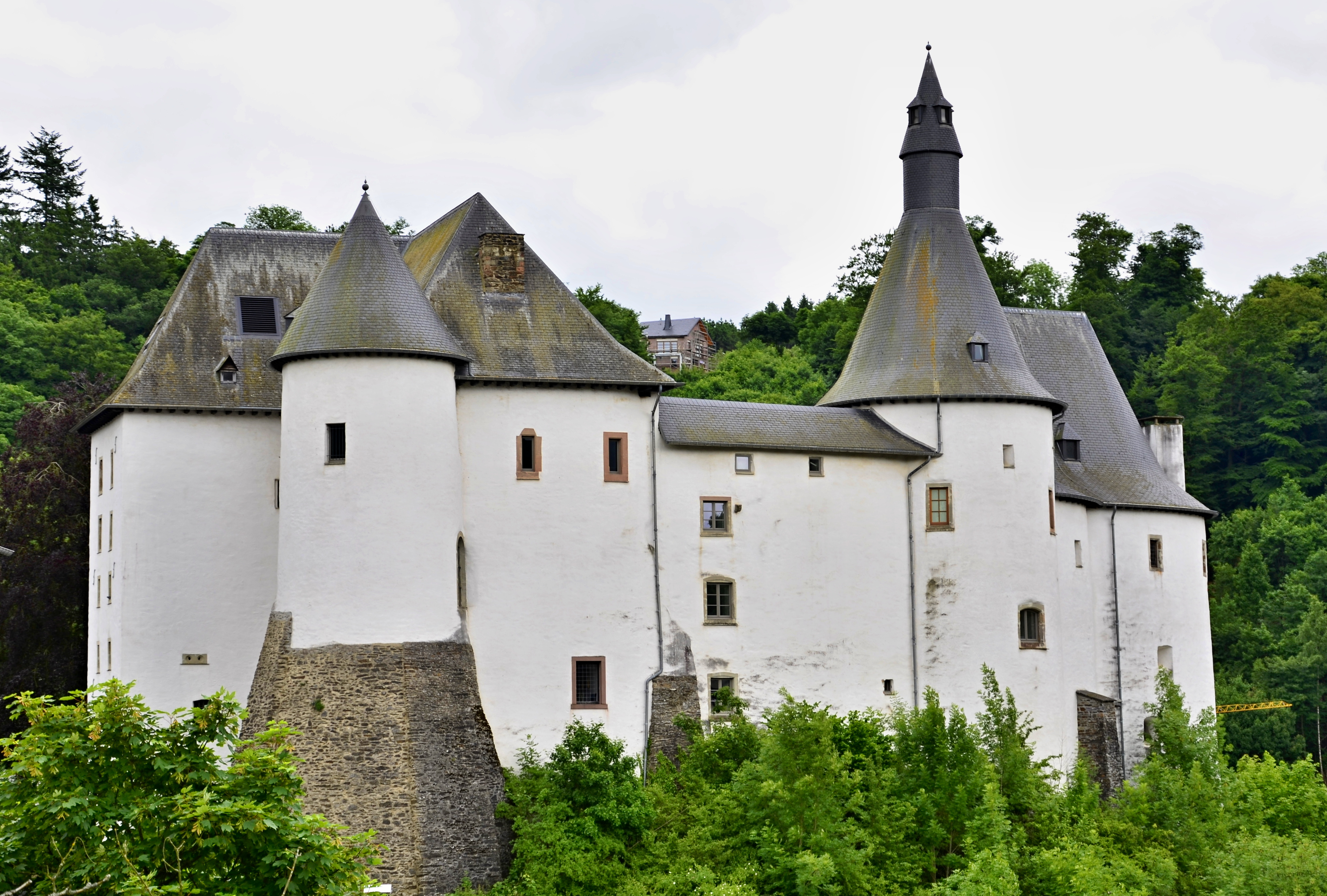
Vue du château.
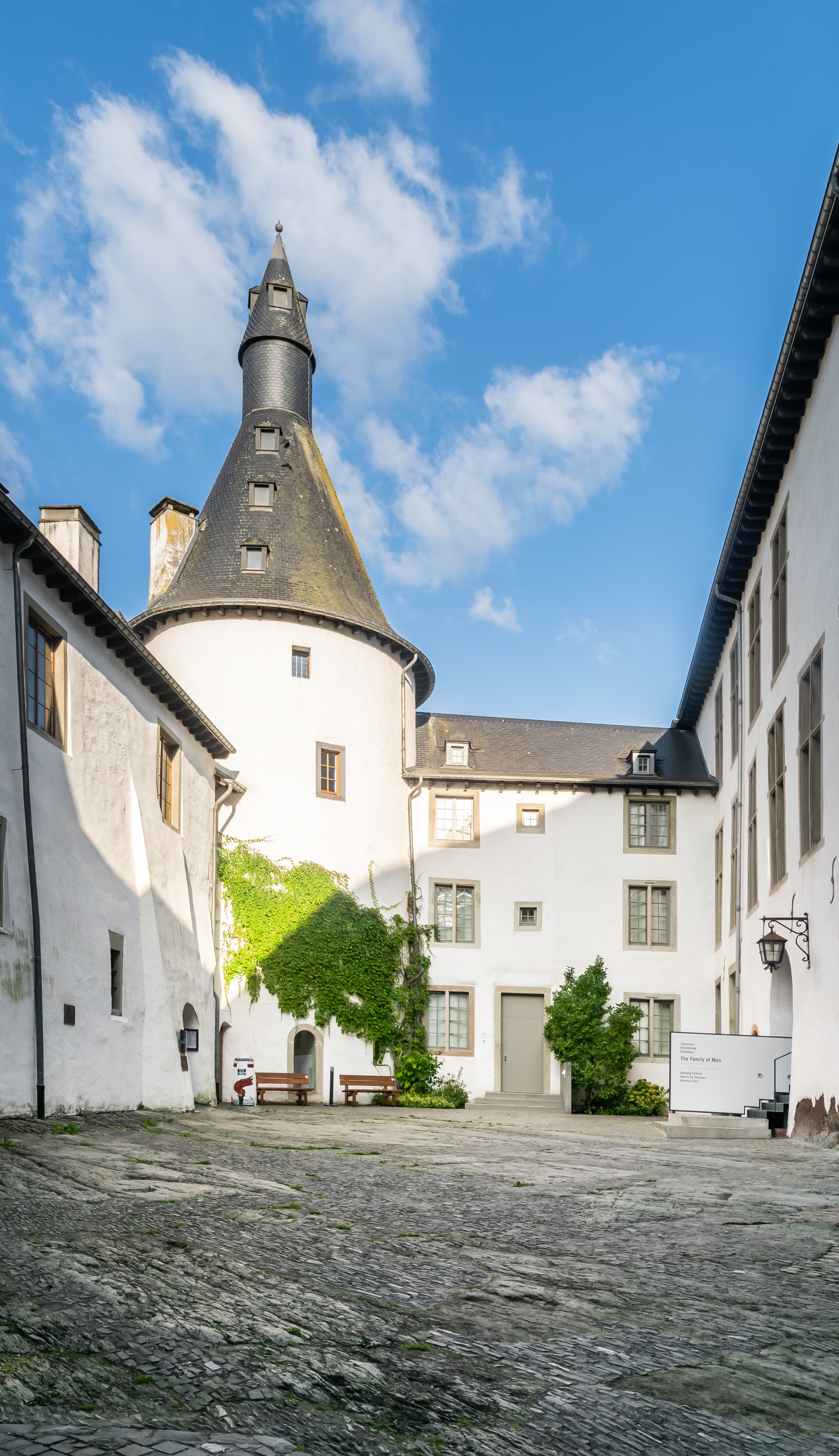
Vue de la cour intérieure.
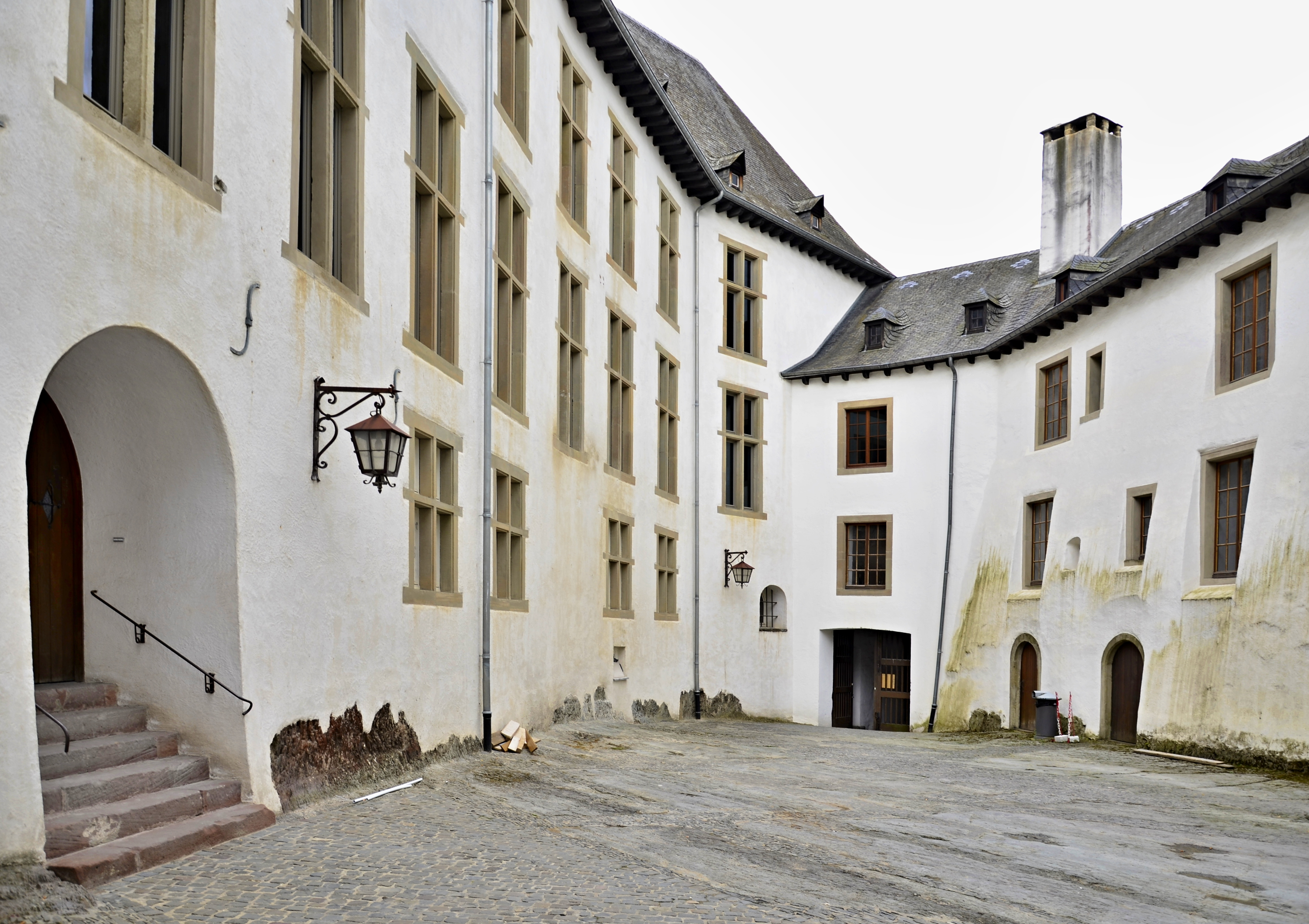
Vue de la cour intérieure.
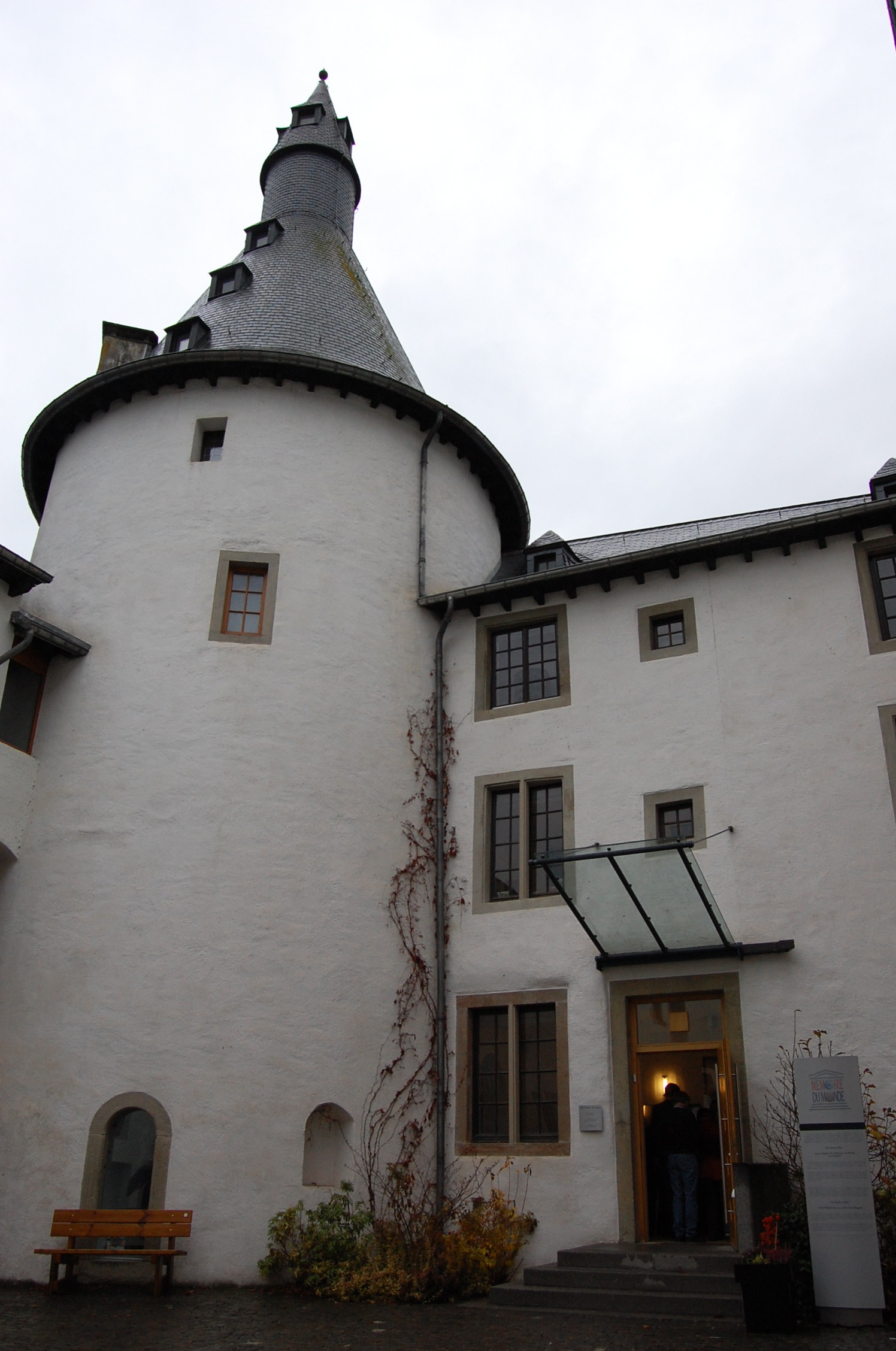
Une tour du château.
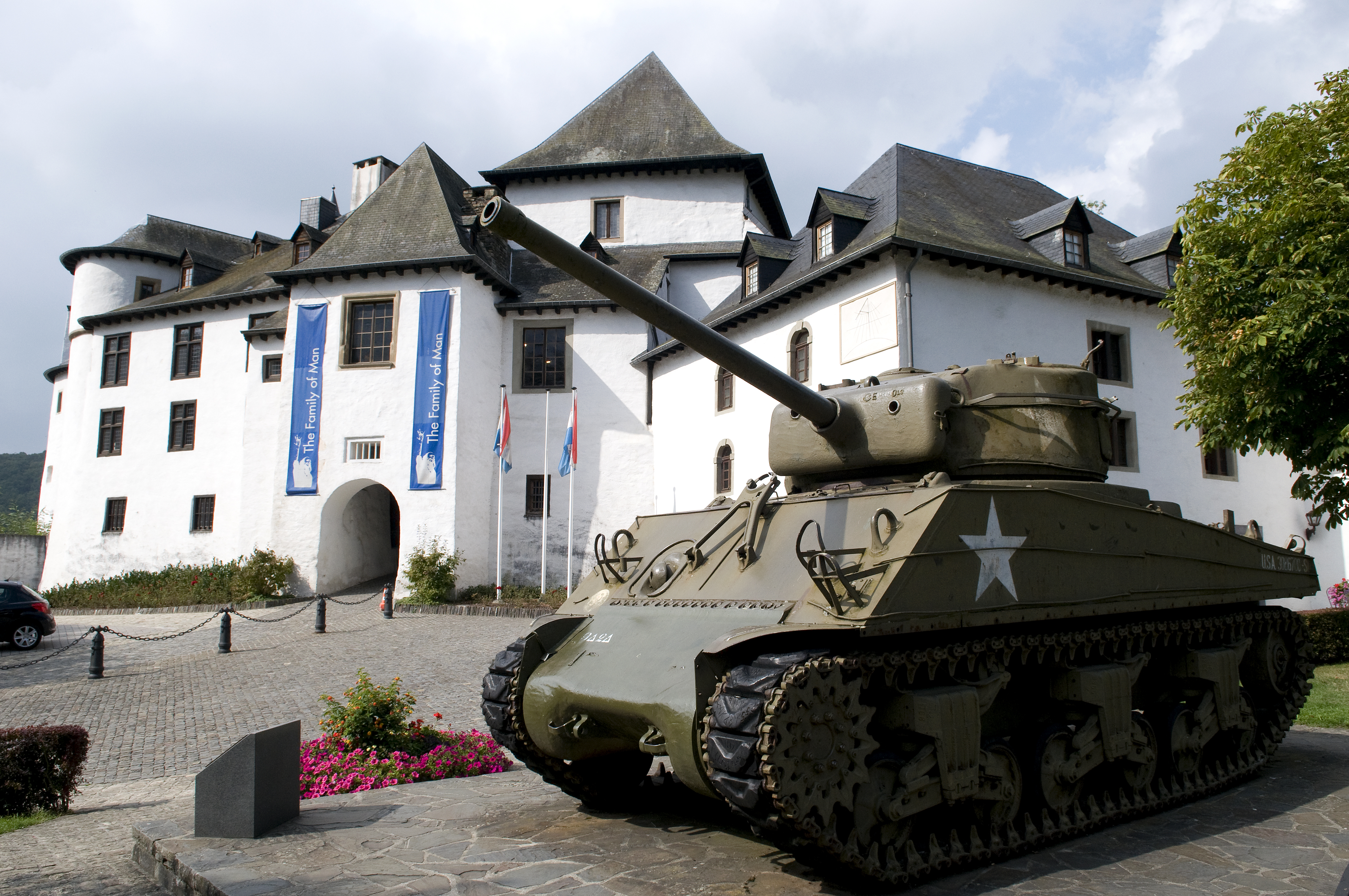
Entrée du château en 2009 avec l'indication de l'exposition The Family of Man et un char Sherman américain de 1944.
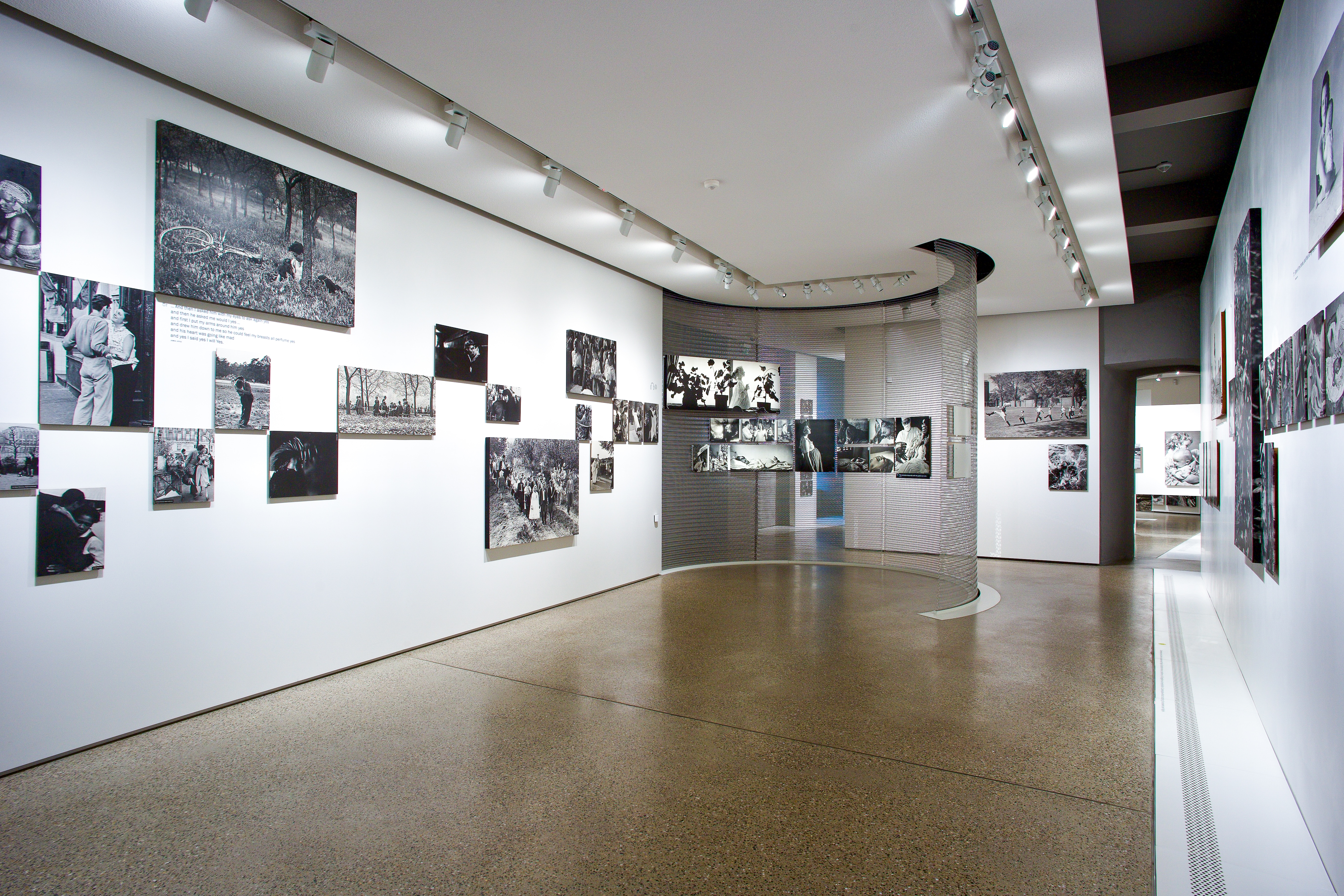
Vue de l'exposition The Family of Man en 2022.
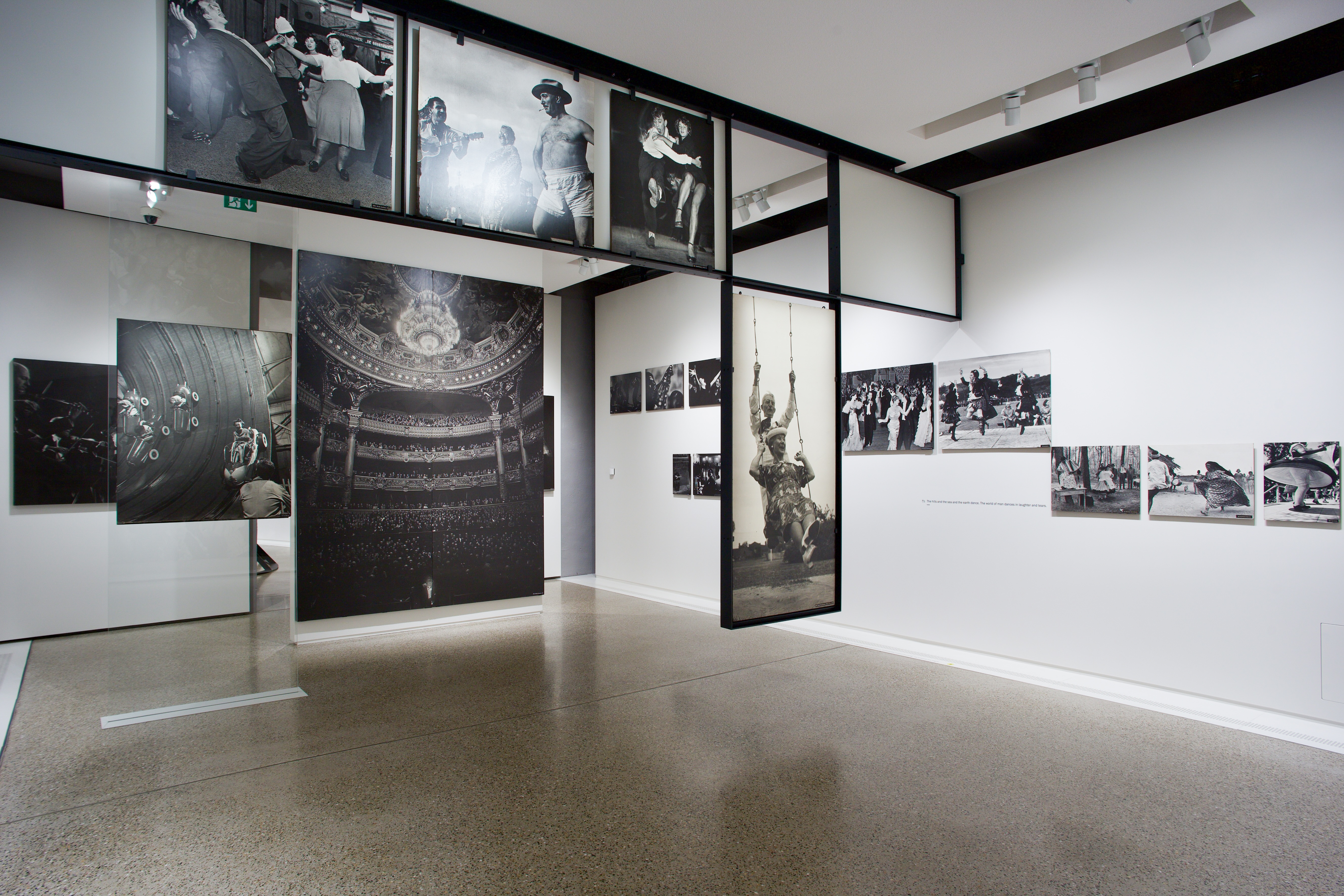
Vue de l'exposition The Family of Man en 2022.
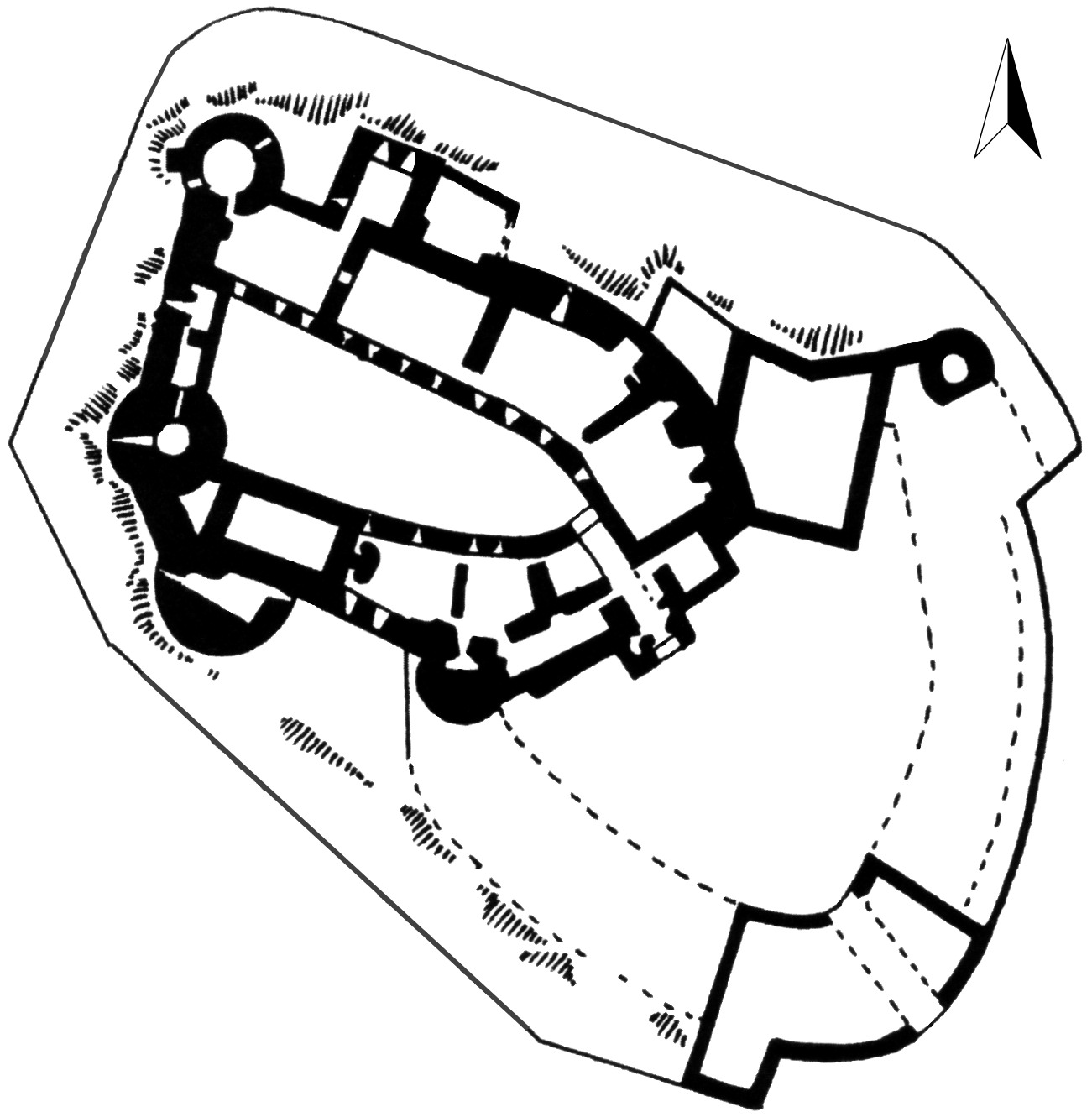
Plan du château, dans Große Burgenfahrt nach Luxemburg. Exkursionsführer, Braubach, 2013, p. 36.